# George Cosmas Abyebo
 (juin 2019).
Si vous disposez d'ouvrages ou d'articles de référence ou si vous connaissez des sites web de qualité traitant du thème abordé ici, merci de compléter l'article en donnant les références utiles à sa vérifiabilité et en les liant à la section « Notes et références ».
George Cosmas Abyebo était un homme politique ougandais qui fut le premier ministre de son pays du 22 janvier 1991 au 18 novembre 1994 sous la présidence de Yoweri Museveni.

## Biographie
Adyebo George Cosmas est né le 18 juin 1947 [2] dans le village d'Owiny, sous-comté de Nambyeco, Kwania, Apac chez M. William Ogwal et Imat Giradeci Acio.
Adyebo a rejoint le Nyapea College après avoir quitté l'école secondaire secondaire Pie XII à l'époque, Aduku, aujourd'hui appelé Ikwera Boys, après avoir quitté l'école primaire Abuli, à Nambyeco, où il a établi un record académique dans le certificat d'école primaire de Leavig (PLE) de 1961. Aucun élève n'a jamais battu le record à ce jour. Ses anciens professeurs confirment que depuis le primaire, Adyebo a été promu au primaire quatre en raison de son excellence académique qui ne l’a pas obligé à étudier au primaire deux ou trois ans.
Dès son plus jeune âge, Adyebo a déjà montré des signes de leadership parmi ses pairs. Au cours de son stage au collège St. Aloysius de Nyapea , il a été préfet de l’école. Pour son niveau d'études supérieur au Collège Namilyango, il a joué au football pour la région du Buganda d'alors. Un peu plus tôt, il a également joué au football pour le district du Nil occidental (maintenant les districts d’Arua, Nebbi, Moyo et Adjumani).
Après avoir réussi son niveau «A» au collège Namilyango, il a reçu une bourse pour étudier à l'université Charles de Prague. Il est titulaire d'une maîtrise en ingénierie économique spécialisée dans la mécanisation et l'automatisation de la gestion.